# Pierre-Alpinien Bourdeau
Pour les articles homonymes, voir Bourdeau.
Pour les autres membres de la famille, voir Famille de La Ferronnays.
Pierre-Alpinien Bourdeau (10 mars 1770 à Rochechouart - 12 juillet 1845 à Limoges) est un homme politique français.

## Biographie
Issu de la famille Bourdeau de Limoges, une famille d'ancienne bourgeoisie du limousin qui donne la branche Bourdeau de Lajudie anoblie en 1762, il est le fils de Bertrand Bourdeau, avocat et consul de Rochechouart, et de Marthe Baillot (issue d'une famille de maître de forges de Busserolles en Dordogne). Il est le cousin de Jean-Joseph de Verneilh-Puyraseau (député de la Dordogne et rédacteur d'un projet de Code Rural).
Il est emprisonné et retrouve sa liberté après le 9 thermidor. Un des premiers avocats de Limoges sous l'Empire, il devient adjoint au maire à la première Restauration en raison de ses opinions royalistes. Il est destitué pendant les Cent-Jours, puis réintégré après le retour de Gand. Maire de Limoges en 1815, il est nommé procureur général à la cour de Limoges.
Le 22 août 1815, il est élu député de la Haute-Vienne et siège parmi les ultra-royalistes. Il obtient constamment sa réélection.
En 1816, le gouvernement le nomme procureur général auprès de la cour de Rennes. Le Roi souhaite lui conférer le titre de comte mais il refuse.
Nommé, par Jean-Baptiste de Martignac, Directeur Général de l'Enregistrement et conseiller d'État en 1828, il est choisi comme sous-secrétaire d'État à la Justice l'année suivante, puis comme Ministre de la Justice du 14 mai au 8 août 1829. Durant son passage au ministère, il déploya quelques sévérités contre la presse.
Après son passage comme garde des sceaux, il est nommé premier président à la cour de Limoges.
À la Chambre des députés, il prête serment à Louis-Philippe après les événements de 1830. Le gouvernement de la monarchie de Juillet le fit Pair de France le 3 octobre 1837.
Il meurt sans postérité et fait de son neveu Alpinien Bourdeau son légataire universel et l'héritier de son château de Cognac-la-Forêt.
Il se fait une réputation pour le procès qu'il intente pour diffamation au journal radical de Limoges, le Progressif, qu'il fait condamner, en police correctionnelle, à 10,000 fr. de dommages-intérêts. Le cautionnement du journal s'étant trouvé insuffisant, Bourdeau prétendit faire compléter la somme par les gérants antérieurs au gérant condamné. Le tribunal n'admit pas ce système de complicité rétrospective, célèbre, dans la presse de l'époque, sous le nom de « jurisprudence Bourdeau ».

## Décoration
- Grand officier de la Légion d'honneur